# Topoleve, Hrebinka
Topoleve (în ucraineană Тополеве) este localitatea de reședință a comunei Topoleve din raionul Hrebinka, regiunea Poltava, Ucraina.

## Demografie
Componența lingvistică a localității Topoleve
     Ucraineană (94,62%)
     Rusă (5,38%)
Conform recensământului din 2001, majoritatea populației localității Topoleve era vorbitoare de ucraineană (94,62%), existând în minoritate și vorbitori de rusă (5,38%).